# 한스 프랑크
한스 미하엘 프랑크(독일어: Hans Michael Frank, 1900년 5월 23일 ~ 1946년 10월 16일)는 나치 독일의 변호사이자 정치인이다.

## 생애
칼스루헤에서 변호사의 아들로 태어났고, 1917년에는 1차 세계대전에 독일군으로 참전했다. 전후 자유군단 병사로 활동했고, 1919년 독일 노동자당(이후 나치에 합병되는 우익 정당)에 입당했다. 이후 법률 공부를 계속해 1926년 국가 고시에 합격했고, 히틀러의 법률 자문으로 활동하면서 친분을 쌓았다. 1920년대 후반에는 나치의 공식 변호사로 활동하면서 나치 관련 사건이나 사고의 법적 처리 업무를 맡았고, 1930년에는 제국 의회 의원으로 선출되었다.
1933년에는 바이에른 주의 법무장관에 임명되었으며, 독일 법률 아카데미의 회장과 국가사회주의 판사연맹 의장도 겸임했다. 장검의 밤 사건 같이 비사법적 살해에 해당하는 사건에는 반대 의사를 밝히기도 했으나, 나치의 기본 교의인 반유대주의에 공공연한 찬성의 뜻을 밝히는 등 기본적으로 당의 방침에 순종하는 입장을 보였다. 2차 세계대전 개전 직후에는 독일군의 폴란드 점령지에서 총독으로 임명되었으며, 부임 직후 폴란드에 남아 있던 유대인들의 게토 강제 수용과 재산 몰수, 시민권 박탈 등의 공포 정책을 시행했다.
프랑크는 한동안 폴란드에 강한 영향력을 행사했으나, 이로 인해 빚어진 친족들이나 주변인들의 부정부패와 프랑크 자신의 권력투쟁 실패로 인해 일선에서 점차 밀려났고, 프리드리히 빌헬름 크뤼거나 빌헬름 코페 등 친위대 고위 장성들에게 실권을 빼앗겨 명목상의 자리만 유지하게 되었다. 1945년 1월 소련군의 서진을 피해 폴란드를 탈출해 독일 남부 지방에 은거하다가 미군에 의해 체포되었다. 체포 과정에서 자살을 시도했으나 실패했고, 뉘른베르크 재판에 회부되었다.
재판정에서는 알베르트 슈페어와 함께 기본적으로 자신의 죄를 인정하는 모습을 보였으나, 폴란드에서 행해진 학살과 인권 유린에 대해서는 친위대에 책임을 떠넘기려 하는 모습을 보여주었다. 최종 판결에서 전쟁 범죄와 인도주의에 대한 죄 두 가지 항목에 대한 유죄가 인정되어 사형 판결을 받았고, 다른 사형수들과 함께 교수형으로 처형되었다.

## 같이 보기
- 독일이 저지른 전쟁 범죄
- 뉘른베르크 국제군사재판

### 참고 문헌
- Housden, Martyn (2003). 《Hans Frank: Lebensraum and the Holocaust》. United Kingdom: Palgrave Macmillan. ISBN 978-0-230-50309-0.
- Manvell, Roger (2011) [1962]. 《Goering》. Skyhorse. ISBN 978-1-61608-109-6.
- Miller, Michael D.; Schulz, Andreas (2015). 《Leaders of the Storm Troops》 1. Solihull, England: Helion & Company. ISBN 978-1-909982-87-1.
- Overy, Richard J. (2001). 《The Battle of Britain: The Myth and the Reality》. New York: W.W. Norton. ISBN 978-0-393-02008-3.
- Rosenbaum, Ron (1998). 《Explaining Hitler》. New York: Random House. ISBN 9780679431510.